# Памятник участникам боёв на Красной Пресне
Па́мятник уча́стникам боёв на Кра́сной Пре́сне — одна из достопримечательностей Москвы, установленная возле Горбатого моста в 1981 году. Официальное название — «Героям-дружинникам, участникам баррикадных боев на Красной Пресне».

## История и расположение
Памятник «Героям-дружинникам, участникам баррикадных боев на Красной Пресне» был открыт 22 декабря 1981 года около Горбатого моста, где проходили восстания в 1905 году, в непосредственной близости от знаменитой оборонительными боями Красной Пресни. Скульптором выступил Д. Б. Рябичев, архитектором — В. А. Нестеров. Скульптурный комплекс установлен на гранитном постаменте, смотреть на него можно с любого ракурса. Недалеко от монумента находятся памятные знаки в честь погибших в 1993 году во время событий, связанных с Конституционным кризисом в России.

## Описание
Памятник представляет собой символ борьбы разных слоёв населения за права, свободу и справедливость. Обращает на себя внимание динамичность движений трёх запечатлённых фигур: девушки с флагом, развевающимся от ветра высоко над головами, дружинника с винтовкой, опустившегося на колено и перед раненым товарищем, лежащим на земле и прижавшим одну руку к сердцу, а другой сжимающим камень. Булыжник в руке смотрящего в небо героя напоминает знаменитую скульптуру И. Д. Шадра «Булыжник — оружие пролетариата», имеющую две версии — из гипса (1927) и бронзы (1947).
Центром скульптурной композиции является фигура рабочего, одетого в фартук и картуз. Одежда навевает мысль о том, что мужчина лишь недавно покинул стены цеха, в котором он трудился, с целью отстоять свои права, восстановить справедливость, и, вынужденный взять в руки оружие, символизирует собой опору для создания благополучия государства.
Смысловым окончанием монумента служит развевающееся знамя, которое соединяет все три фигуры в единую композицию. При этом всё, изображённое в образе женщины, держащей флаг, — и поза, и голова, и лицо — является воплощением героизма и решительного настроя, тем самым создавая самую напряжённую и эмоциональную часть композиции. Нужно также отметить, что скульптурный портрет девушки ассоциируется с картиной французского художника Эжена Делакруа «Свобода, ведущая народ», где автор изображает события июльской революции 1830 года.